# 母嬰維繫

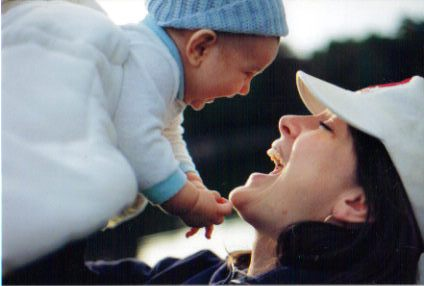
一位母親與她的孩子

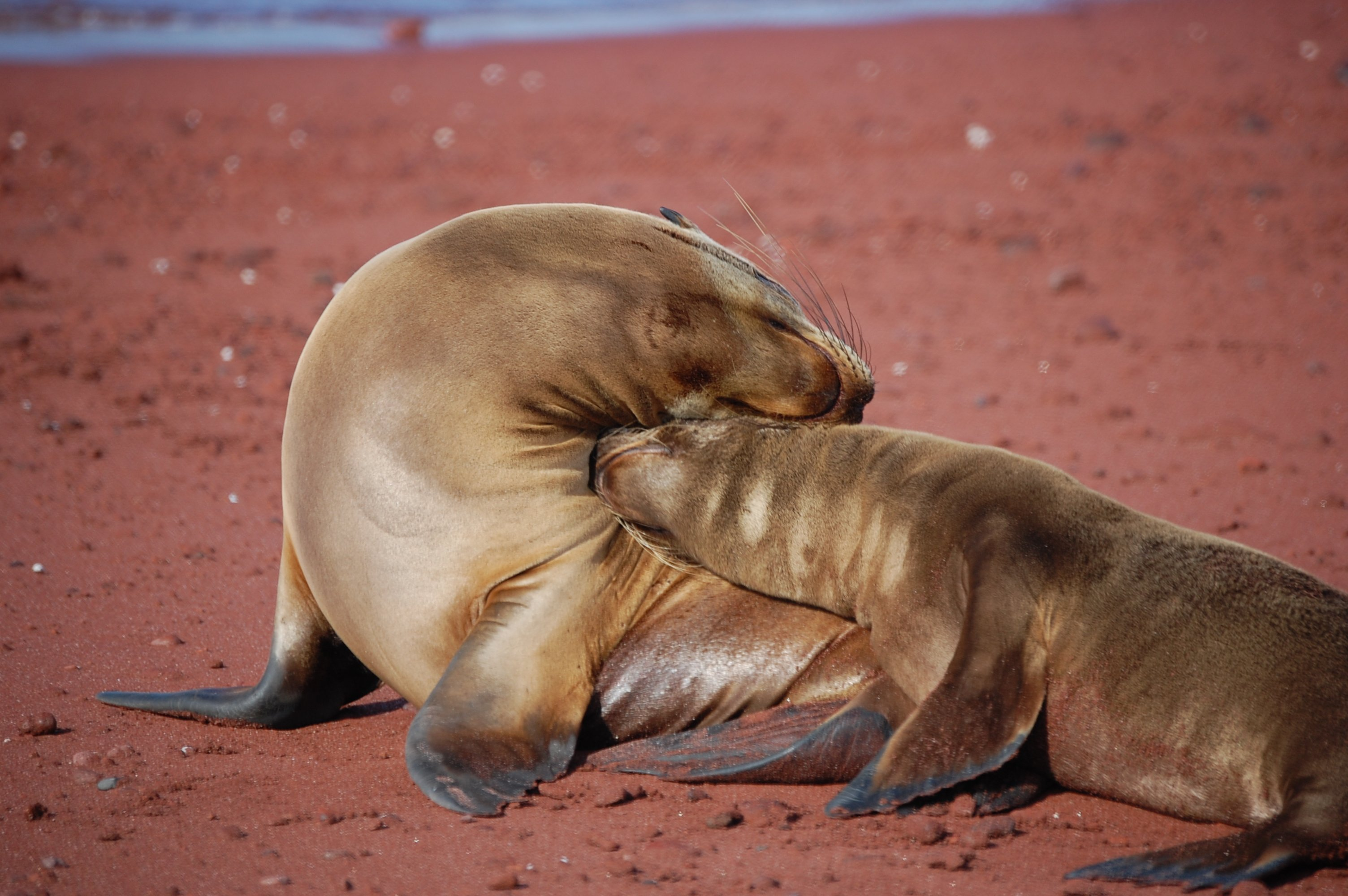
一頭為母的海狮和她的孩子

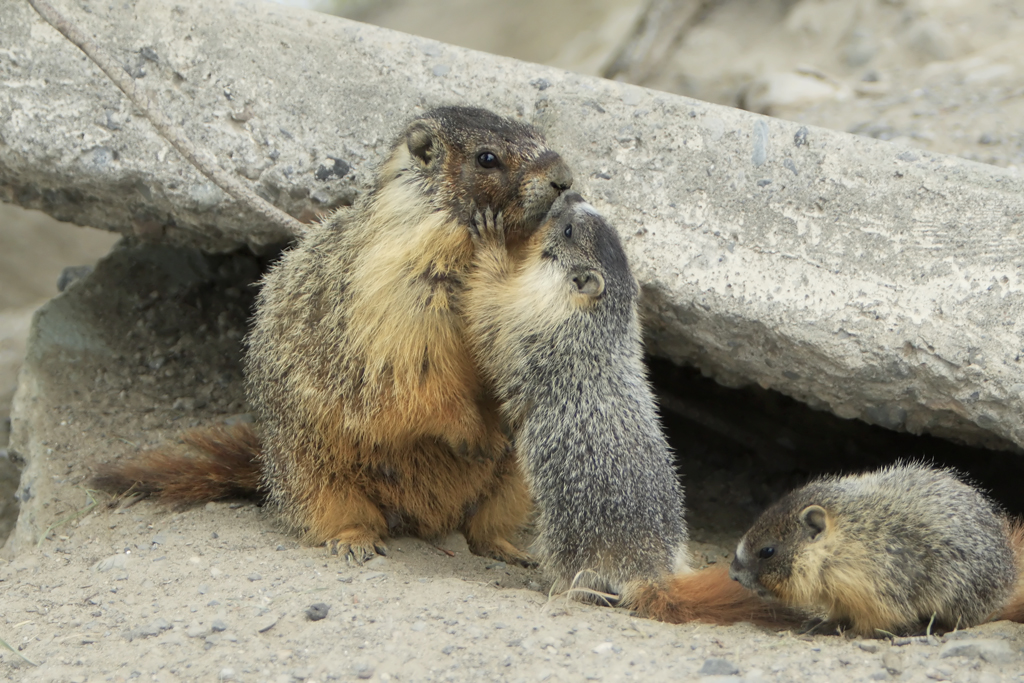
一个為母的黄腹土拨鼠亲吻她的孩子

母嬰維繫（英語：Maternal bond）、母嬰連結（英語：mother-infant bonding）是一種母親與孩子的親密关系，通常來自於怀孕和分娩的過程，但母嬰維繫也可能發生在無血緣關係的嬰兒上，像是與收養的孩子產生母嬰維繫。
母親和嬰兒產生感情紐帶的過程受到生理和情感因素的影响。並可能會產生分离焦虑症之類的狀況：當一个孩子遠離親密的人，通常是父母或其他照料者，會產生恐惧和紧张的情況。新手媽媽不一定能即時體驗到自己對孩子的愛。不過母嬰維繫通常會以小时、天、周或几个月為單位逐漸发展。

## 怀孕
女性和她的親生兒之間的母嬰維繫通常從懷孕期間就開始發展。懷孕的女性必須改變她的生活方式，以適應並滿足發育中胎兒的需要。大约在18到25周的時候，母亲會开始感觉到胎动。 第一次感受到胎動與第一次從超音波掃描中看到孩子的經驗類似，通常會加深母親與孩子的感情紐帶。
發育中的胎兒對母親的心跳聲有一定程度的認識，並且有對觸摸或運動作出反應的能力。在怀孕7個月的婦女中，約有三分之二的妇女顯示出對其未出生孩子的強烈母嬰維繫。
通常，不想懷孕的母親與孩子的關係較不親密。她们更可能出現产后抑郁症或產生其他精神健康问题，並且不太可能用母乳喂养嬰兒。

## 分娩
分娩是一種可以加強母嬰維繫的經歷。但諸如創傷性出生、母親童年創傷、醫療壓力、缺乏配偶或伴侶支持等影響因素可能會削弱這種關係。情绪維繫理論（Emotional bonding theory）最早出现在1970年代中期，到了1980年代已经成为一个公認的现象。並很快的對這個過程進行了分析和觀察，最終創造了另一個術語缺乏維繫（poor bonding）。

## 催产素
在分娩和哺乳期間產生的催產素會增加副交感神經活動。理論上焦虑會减少。母體催產素使女性易於產生維繫並表現出維繫行為，尽管这仍有争议。人們也認為母乳喂養的過程中，通過母嬰的觸覺反應和相互凝視能夠促進聯繫。

### 道德上的副作用
2014年的一項研究聲稱，在結果有利於與個人緊密聯繫之群體時，催產素會促進不誠實行為。一个真实存在的例子中可以看到：当父母為了使他們的孩子進入更好的學校，他們會偽造地址或是學區。

## 分離焦慮症

### 母親的分離焦慮症
出生後的9到10個月開始，嬰兒會開始爬行；約12個月大的時候便學會走路，並開始發展遠離母體探索世界的能力。當嬰兒變得更容易遠離母親時，母親也可能產生分離焦慮。
這種因為嬰兒運動發展而產生的探索好奇心與語言認知發展相似，語言的發展幫助他們開始指出物品和命名並與和母親共同生活的環境互動，這個階段一樣從9到10個月開始。大多數父母能夠樂於接受這些探索好奇心與獨立性的增加，然而在母親抑鬱、創傷或對早年生活不安的情況下，一些母親可能會對嬰兒的探索行為產生焦慮，並且可能難以克服。
當嬰兒和幼兒感到受到威脅或在社交互動中將母親視為安慰時，這種焦慮就會增加。研究指出：母親有受到暴力暴露和創傷後壓力背景時，內側前額葉皮質的活動較少，這個大腦區域的功能是緩和恐懼反應並使其背景化。由於內側前額葉皮質的活動減少，她們在看到母嬰分離場景的錄影帶時可能無法降低自己的恐懼反應，並反應在核磁共振成像掃描儀的測試中。

### 兒童的分離焦慮症
很少與母親分離的孩子不可避免的在長時間與母親分開時會變得焦慮，這在開始上學時最常見，每個孩子都會有或多或少的焦慮情形。 在兒童年齡更大後，如果母親不得不離開家庭進入社會工作，這種焦慮可能會再次發生。
在這兩種情況下，孩子的焦慮（以及父母的焦慮）都可以透過事前的心理準備來降低，在分離期間保持父母和孩子之間的對話和聯繫也有助於減少焦慮的情緒。